# First Division 1898/1899
Jedenáctý ročník First Division (1. anglické fotbalové ligy) se konal od 1. září 1898 do 29. dubna 1899.
Sezonu vyhrál počtvrté ve své historii klub Aston Villa. Nejlepším střelcem se stal hráč Derby County Steve Bloomer, který vstřelil 23 branek.